# 蝶 (童話)

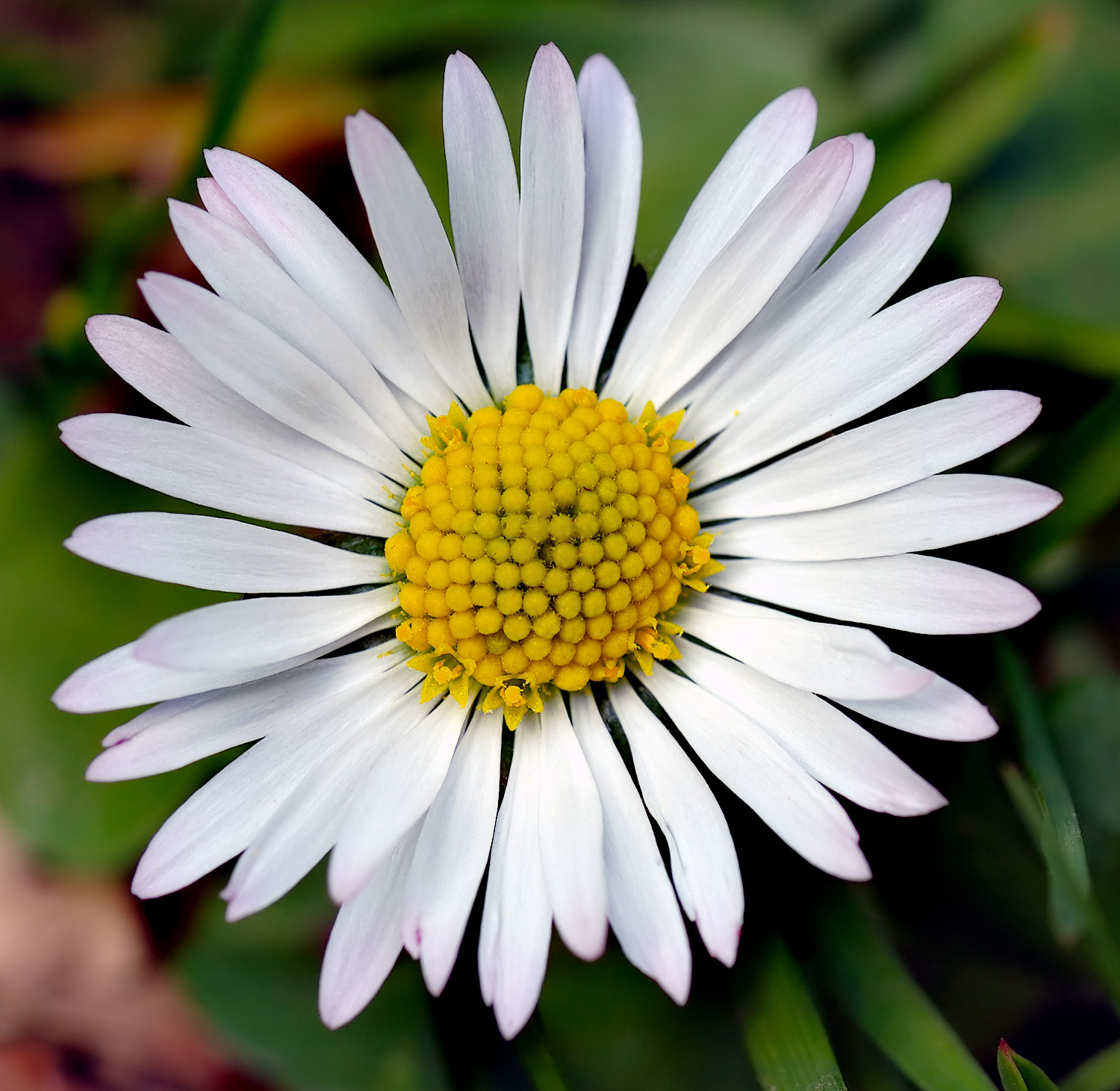
ヒナギク

「蝶」（ちょう、丁: Sommerfuglen）は、ハンス・クリスチャン・アンデルセンの創作童話の一つ。本作品は『童話と物語の新集 第二巻第二冊（丁: Nye Eventyr og Historier. Anden Række. Anden Samling.）』に「氷姫」「プシケ」「かたつむりとばらの木」とともに収録され、1861年11月にコペンハーゲンで刊行された。

## あらすじ
チョウがかわいい花をお嫁さんにしようと考えた。チョウはよいお嫁さんを選ぶためにヒナギクに花占いを行うよう頼むが、未婚者のヒナギクを「奥さん」と呼んでしまったためヒナギクから相手にされない。チョウは仕方なく求婚の旅に出ていろいろな花に出会うが、高望みをするチョウの気に入る者はいなかった。
春がすぎ、夏になり、やがて秋になってしまった。最後にチョウはハッカソウに求婚するが、行き遅れた者同士で結婚などいけませんとたしなめられる。年寄りの独り者になってしまったチョウは人間に捕まり、標本箱に収められる。きれいに飾られて気分がよいチョウだったが、思ったよりも居心地が良くない。結婚もこのようにいいものではないかもしれないとチョウは自らを慰めるが、鉢植えの花から「なさけない気休め」と言われてしまう。

## 花占い
本作品ではフランスで行われている花占いについて語られている。フランスでは下記のように一言ずつ言いながらヒナギクの花びらを一枚ずつ抜いていく。
il (elle) m'aime,　彼（彼女）は私が好き
un peu,　少し
beaucoup,　たくさん
passionnément,　情熱的に
à la folie,　気が狂ったように
pas du tout　まったく（好きじゃない）

## 「胡椒の手代」について
本作品中、年寄りの独身者を「胡椒の手代（丁: pebersvende）」と表現しているが、アンデルセンの別の童話『ひとり者じいさんのナイトキャップ』（1858年）では「胡椒の手代」について下記のように説明している（概略）。
デンマークにおいてドイツの大商人が手代（代理人）を用いて商売をしていた。手代は特に胡椒を大きく取り扱っていたので胡椒の手代と呼ばれていたが、彼らは本国から派遣される際に「デンマークにいる間は結婚しない」という契約をしなければならなかった。そのため「胡椒の手代」が年寄りの独身者を意味するようになった。